# 3,9-diidrossipterocarpano 6a-monoossigenasi
La 3,9-diidrossipterocarpano 6a-monoossigenasi è un enzima appartenente alla classe delle ossidoreduttasi, che catalizza la seguente reazione:
(6aR,11aR)-3,9-diidrossipterocarpano + NADPH + H+ + O2 ⇄ (6aS,11aS)-3,6a,9-triidrossipterocarpano + NADP+ + H2O
L'enzima può essere una proteina eme-tiolata (P-450). Il prodotto della reazione è il precursore biosintetico della fitoalexina gliceollina nella soia.